# Nikołaj Ogarkow
Nikołaj Wasiljewicz Ogarkow, ros. Николай Васильевич Огарков (ur. 17 października?/30 października 1917 we wsi Mołokowo k. Tweru, zm. 23 stycznia 1994 w Moskwie) – inżynier, radziecki dowódca wojskowy, marszałek Związku Radzieckiego (1977), szef Sztabu Generalnego Sił Zbrojnych ZSRR i I zastępca ministra obrony ZSRR (1977–1984), Bohater Związku Radzieckiego (1977), deputowany do Rady Najwyższej ZSRR 7., 8. i 9. kadencji.

## Życiorys

### Dzieciństwo i młodość
Urodził się 30 października 1917 we wsi Mołokowo w guberni twerskiej w rodzinie chłopskiej. W 1937 ukończył energetyczne kursy przygotowawcze.

### II wojna światowa
Tuż przed wybuchem wojny w 1938 Ogarkow ochotniczo wstąpił do Armii Czerwonej. W 1941 ukończył Wojskową Akademię Inżynieryjną im. Waleriana Kujbyszewa w Moskwie. W czerwcu 1941 pełnił funkcję szefa saperów 1 pułku strzeleckiego na budowie umocnień w rejonie Łomży. Po napaści Niemiec na ZSRR, do 1945 walczył w składzie Frontu Zachodniego, Frontu Karelskiego i 3 Frontu Ukraińskiego jako inżynier ds. fortyfikacji w szefostwie wojsk inżynieryjnych frontu, pomocnik szefa saperów armii, pomocnik szefa oddziału operacyjnego wojsk inżynieryjnych frontu, szef saperów pułku i brygady (1941–1942), pomocnik szefa sztabu wojsk inżynieryjnych armii (1942–1943), w sztabie wojsk inżynieryjnych Frontu Karelskiego (1943–1944), szef saperów 122 Dywizji Strzelców Frontu Karelskiego 1944–1945.

### Okres powojenny
Po wojnie służył na stanowiskach sztabowych m.in. od października 1945 do kwietnia 1946 w sztabie wojsk inż. armii w Karpackim Okręgu Wojskowym, od lutego 1947 w sztabie wojsk inż. Primorskiego Okręgu Wojskowego, od września 1948 szef oddziału dowodzenia sztabu Naczelnego dowództwa Dalekowschodniego Okręgu Wojskowego, od maja 1953 szef oddziału operacyjnego, oficer do zadań specjalnych ówczesnego ministra obrony ZSRR marsz. Rodiona Malinowskiego.
Od listopada 1955 szef Zarządu Operacyjnego – zastępca szefa sztabu Dalekowschodniego Okręgu Wojskowego. W 1957 mianowany generałem majorem i skierowany do Akademii Sztabu Generalnego Sił Zbrojnych ZSRR, którą ukończył w 1959. Od grudnia 1959 dowódca 20 Dywizji Zmechanizowanej Gwardii w Zachodniej Grupie Wojsk w Niemczech, od grudnia 1961 szef sztabu Białoruskiego Okręgu Wojskowego, a od grudnia 1965 dowódca Nadwołżańskiego Okręgu Wojskowego.
W 1967 stanął na czele 13 Zarządu Sztabu Generalnego, który w porozumieniu z GRU zajmował się dezinformacją. W kwietniu 1968 I zastępca szefa Sztabu Generalnego, przygotował interwencję wojsk radzieckich, tłumiących Praską Wiosnę w Czechosłowacji. Od marca 1974 zastępca ministra obrony ZSRR przewodniczący Państwowej Komisji Technicznej, później od 8 stycznia 1977 do 1983 szef Sztabu Generalnego Sił Zbrojnych ZSRR – I zastępca ministra obrony. 8 stycznia 1977 generał armii, 14 stycznia 1977 marszałek Związku Radzieckiego. Wraz z gen. armii Iwanem Pawłowskim, dowódcą Wojsk Lądowych, ostrzegał przed radziecką interwencją w Afganistanie w 1979, nie bojąc się narazić marsz. Dmitrijowi Ustinowowi. W 1983 wystąpił w telewizji z komunikatem dotyczącym zestrzelenia koreańskiego samolotu pasażerskiego nad Kamczatką, w wyniku czego zginęło ponad 200 osób. Po tym usunięty ze stanowiska.

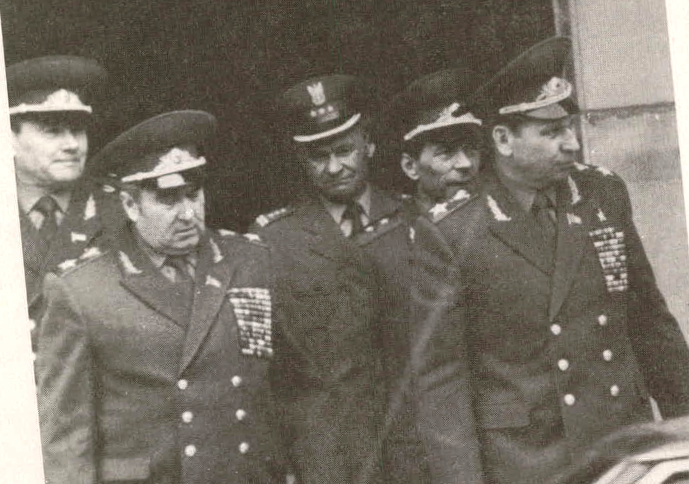
Ogarkow pierwszy z prawej

W latach 1984–1990 naczelny dowódca Wojsk Kierunku Zachodniego z siedzibą w Legnicy. W latach 1990–1992 generalny inspektor w Grupie Generalnych Inspektorów Ministerstwa Obrony ZSRR, jednocześnie do sierpnia 1991 szef Ogólnorosyjskiego Komitetu Weteranów Wojny i Pracy Sił Zbrojnych ZSRR. Od 1992 doradca w Ministerstwie Obrony Federacji Rosyjskiej.
Poprzez agenturę na usługach GRU w zachodnioeuropejskich agencjach prasowych przekonał opinię publiczną o pokojowych zamierzeniach ZSRR. W czasie desantu sowieckich spadochroniarzy na lotnisku w Pradze, podległe mu służby skutecznie zagłuszyły radary NATO.
Brał udział przy boku Leonida Breżniewa w negocjacjach i podpisaniu w 1972 układu SALT I. Tam udało mu się przekonać Amerykanów, że nowy radziecki pocisk UR-100 (SS-11), może służyć jedynie do obrony i nie podlega reżimowi tego porozumienia (w rzeczywistości było to jawne naruszenie zapisów tego traktatu, ponieważ UR-100 była rakietą uniwersalną).
Był twórcą jednostek specjalnych GRU (Specnaz), które w razie wojny miały działać na dalekich tyłach przeciwnika, niszcząc jego punkty dowodzenia i terroryzując ludność cywilną. Deputowany do Rady Najwyższej ZSRR od 7. do 9. kadencji.
Zmarł 23 stycznia 1994 w Moskwie i został pochowany na Cmentarzu Nowodziewiczym.

## Awanse
- pułkownik – 4 września 1950
- generał major – 11 lipca 1957
- generał porucznik – 22 lutego 1963
- generał pułkownik – 25 października 1967
- generał armii – 5 października 1973
- marszałek Związku Radzieckiego – 14 stycznia 1977

## Odznaczenia
- Medal „Złota Gwiazda” Bohatera Związku Radzieckiego (28 października 1977)
- Order Lenina – dwukrotnie (1977, 1980)
- Order Rewolucji Październikowej (1987)
- Order Czerwonego Sztandaru (1969)
- Order Suworowa I klasy (1981)
- Order Wojny Ojczyźnianej I klasy – dwukrotnie (1945, 1985)
- Order Wojny Ojczyźnianej II klasy (1944)
- Order Czerwonej Gwiazdy – dwukrotnie (1954, 1967)
- Order „Za służbę Ojczyźnie w Siłach Zbrojnych ZSRR” III stopnia (1975)
- Medal „Za zasługi bojowe”
- Medal 100-lecia urodzin Lenina
- Medal „Za obronę Radzieckiego Obszaru Podbiegunowego”
- Medal „Za zdobycie Budapesztu”
- Medal „Za zwycięstwo nad Niemcami w Wielkiej Wojnie Ojczyźnianej 1941–1945”
- Medal jubileuszowy „Dwudziestolecia zwycięstwa w Wielkiej Wojnie Ojczyźnianej 1941–1945”
- Medal jubileuszowy „Trzydziestolecia zwycięstwa w Wielkiej Wojnie Ojczyźnianej 1941–1945”
- Medal jubileuszowy „30 lat Armii Radzieckiej i Floty”
- Medal jubileuszowy „40 lat Sił Zbrojnych ZSRR”
- Medal jubileuszowy „50 lat Sił Zbrojnych ZSRR”
- Krzyż Komandorski Orderu Odrodzenia Polski